# 옹기골 뽕녀
"옹기골 뽕녀"는 한국에서 제작된 김수영 감독의 1987년 영화이다. 공미희 등이 주연으로 출연하였고 차성주 등이 제작에 참여하였다.

## 출연

### 주연
- 공미희
- 마흥식
- 김추련
- 김인문

## 기타
- 조명: 장기종